# Ньюмаркет (Нью-Гэмпшир)
Ньюмаркет (англ. Newmarket) — город в округе Рокингхем, штат Нью-Гэмпшир, США. Население по переписи 2020 года составляло 9430 человек. Часть жителей составляют студенты и сотрудники расположенного рядом Университета Нью-Гэмпшира в Дареме.

## История

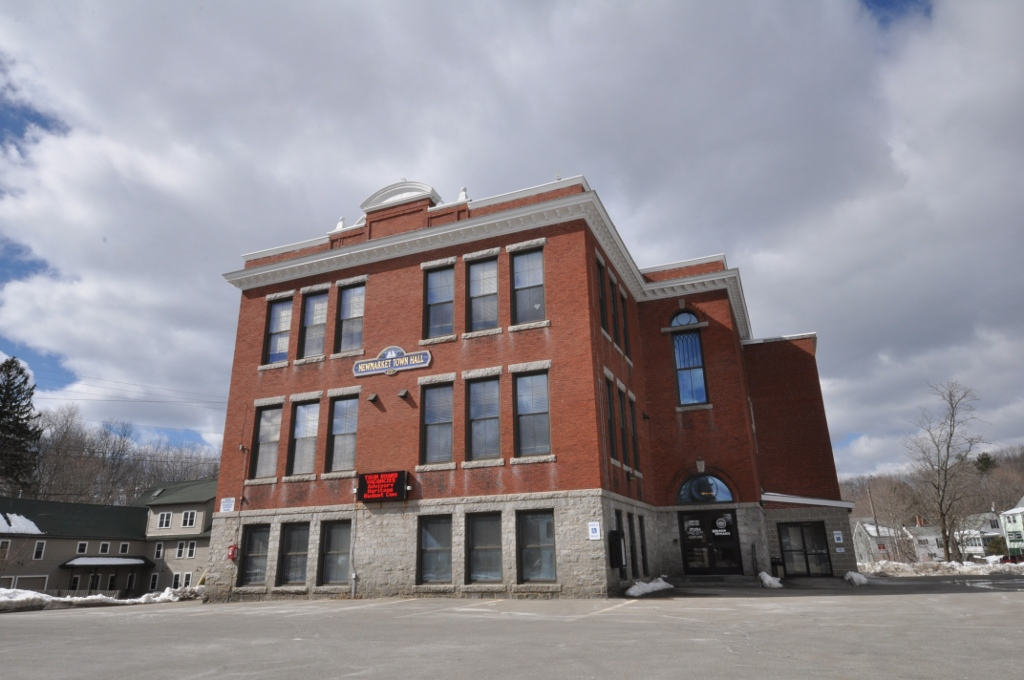
Ратуша города

История городка берет свое начало от поселения у реки Лампрей (англ. Lamprey River), когда изгнанный из своего поселения Эдуард Хилтон построил свой дом недалеко оттуда, в Новом месте, поле (англ. The New Field).
Сначала отношения с местными индейцами у поселенцев Ньюфилда и реки были дружными, но в последствии испортились. В ночь на 26 апреля 1704 года часть индейцев напала на хижину Эдуарда Тейлора, убив его самого и старшую дочь, пленив его жену, младшую дочь и сына. Впоследствии индейцы неоднократно нападали на эти края, страх перед которыми сохранялся из поколения в поколение.
В 1729 году полковник Джозеф Смит построил у реки свой трехэтажный дом, на том месте, где потом была построена Католическая церковь.
С 1639 по 1727 годы жители района проявляли недовольство тем, что им приходилось ездить в молитвенный дом в Эксетер, впоследствии они послали петицию о назначении им своего священника, которая была удовлетворена в 1727 году созданием нового прихода Ньюмаркет.
Между 1727 и 1737 годами Ньюмаркет был просто отдельной церковной общиной, но в сентябре 1737 года решением Генеральной ассамблеи штата получил статус города.

## Достопримечательности
- Каменная церковь (англ. The Stone Church). Построенная в 1832 году, церковь сначала служила молитвенным домом универсалистов, а 20 лет спустя — молитвенным домом унитаристов. Католики купили церковь в 1865 году, сохраняя право собственности примерно до начала 20-го века, когда они продали ее. Сейчас там находится музыкальный клуб.
- Стоун музей («Каменный школьный музей»), (англ. The Stone School Museum)[3]